# Changhe Aircraft Industries Corporation

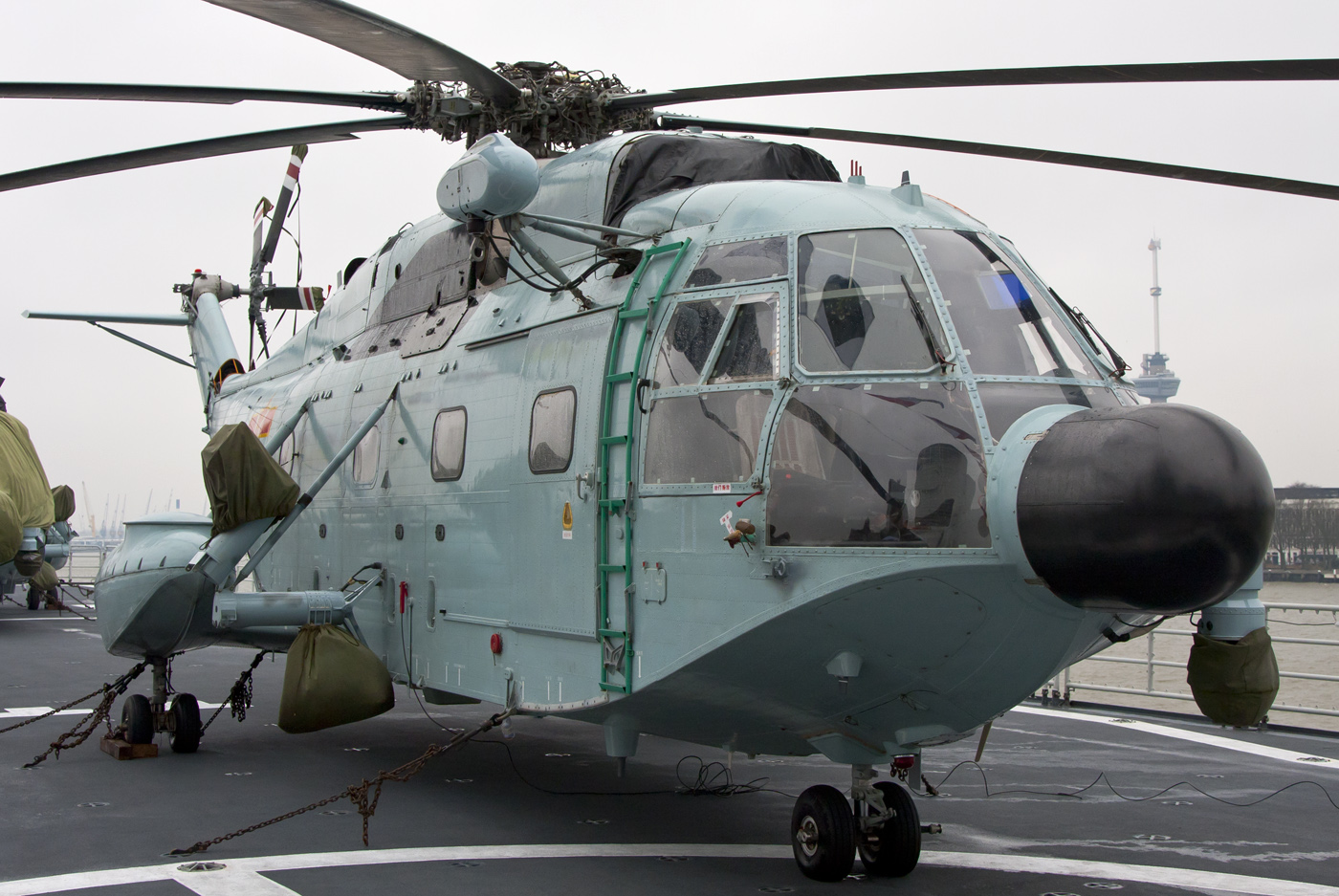
Z-8J

Changhe Aircraft Industries Corporation es un  fabricante chino de helicópteros y suministrador del Ejército Popular de Liberación de China. La ciudad está basada en la ciudad de  Jingdezhen en la provincia Jiangxi.

## Historia
Fue fundada en 1969 como empresa estatal y ahora es contratista del Ejército Popular de Liberación.
Changhe emplea 4300 funcionarios y obreros en dos instalaciones fabriles con  1.29 millones metros cuadrados y 0.22 millones de metros cuadrados de área construida.
Tiene un joint venture con  Helicópteros Agusta (Jiangxi Changhe-Agusta Helicopter Co., Ltd) y relaciones con Sikorsky Aircraft Corporation.
Su subsidiaria, Changhe Machinery Factory,  es una gran fábrica de automóviles de China.

## Productos

### Helicópteros
- CAIC WZ-10 helicóptero de ataque; Reemplazará al Wuzhuang Zhisheng WZ-9
- Changhe Z-8 naval y Z-8A Helicóptero pesado del ejército - Variante china del SA321Ja Super Frelon
- Changhe CA109 Helicóptero utilitario Versión china del A109
- Zhi Z-11J -  Helicóptero utilitario liviano militar
- Zhi Z-11 -Helicóptero utilitario liviano  civil

### Partes
- Pilón del rotor de cola del Sikorsky S-92
- Fuselaje para el Sikorsky S-76